# 章懿李皇后
章懿皇后（987年—1032年），李氏，杭州人，宋真宗妃嫔，宋仁宗赵祯生母，即世所周知的李宸妃。祖父李延嗣，仕钱氏，为金华县主簿；父李仁德为左班殿直，母董氏。

## 生平
李氏在父親過世、繼母攜子改嫁後，削髮為尼，後來刘氏在寺中發現她美貌出眾，便帶著李氏入宮。初入宫时，李氏为刘美人的侍儿。宋真宗任命李氏为司寝。当时，真宗宠爱刘氏，想立为后，奈何刘氏家世并不显赫，又无子嗣，群臣不服。正苦恼的时候，李氏梦到仙人降生为己子。真宗与刘氏大喜，想出“借腹生子”的办法。逐让李氏侍寝，李氏懷孕后，随真宗临砌台，鬓上玉钗不慎坠落。真宗心中暗暗祈祷：如果玉钗完好无损，必為男孩。侍从拾起钗，果然完好无损。真宗甚喜。李氏在大中祥符三年（1010年）四月生下皇子，真宗对外声称是刘氏所生，取名赵受益（后来的宋仁宗赵祯），封为德妃，而李氏只封为崇阳县君。后来李氏又生下女兒，九年（1016年）二月，晋封為五品才人，不久此女夭折。与真宗长女惠國公主是否是同一人，无从考证。
大中祥符五年（1012年），刘氏被册立为皇后。天禧二年（1018年）二月，进封从一品婉仪，地位高于宰相孙女沈氏（时为婕妤）和名将之女曹氏（时为充媛）及節度使之女戴氏（時為修儀），僅次於楊淑妃。丈夫逝世，儿子宋仁宗即位后，刘皇后被尊为皇太后。乾興元年（1022年）四月，進顺容，迁往真宗永定陵守陵。刘太后又命刘美、张怀德访其亲属，其弟李用和居京城以鑿紙錢為業，补三班奉职，累遷至右侍禁、閤門邸侯。仁宗虽为其子，然而真宗將之归于刘氏名下，并与杨淑妃一同视养。李氏也毫无怨言，终其一生，未以天子之母而自傲。
天圣十年（1032年）三月，進封宸妃。是月四日，李氏的曾祖父母、祖父母和父母三代获得了追赠。明道元年（1032年）十二月，病重，遣太医视望，二十六日，崩，年四十六。起初，劉太后只想以普通宫人的身份殓葬了事，然而听了吏部尚書、門下侍郎、同中書門下平章事、監修國史吕夷简的劝说，以一品禮儀給李妃在皇仪殿治丧，并给李妃穿上皇太后冠服下葬。三月，葬于洪福禪院西北隅，命翰林学士冯元摄鸿胪卿、入内内侍省押班卢守懃、上御药张怀德监护葬事，命三司使、兵部侍郎晏殊撰墓志銘。是月，弟李用和特遷禮賓副使。
明道二年（1033年）三月二十九日，劉太后病逝，燕王赵元俨告诉宋仁宗：“陛下是李宸妃所生，李宸妃死于非命。”宋仁宗为母亲守丧哀伤过度疲劳过度，多日没有上朝，下哀痛的诏书自责。四月，尊为皇太后，谥号莊懿（履正志和曰莊，温柔聖善曰懿）。宋仁宗又去洪福院祭告李宸妃，换棺材的时候亲自哭着看了母亲的仪容，李宸妃的容貌仿佛生前，帽子和衣服和皇太后一样，尸体用水银保养，所以没有朽坏。宋仁宗感叹地说：“人言怎么可以信！”刘家尊封更胜往昔。十月，陪葬永定陵，靈位奉祀於奉慈廟。又於景灵宫建神御殿，殿稱广孝。慶曆四年（1044年）十一月，仁宗改生母李氏谥為章懿皇后，与刘太后一同升祔太廟。封李用和为彰信军节度使，宠赉甚渥。仁宗既而追念不已，顾无以厚其家，乃以福康公主下嫁李用和之子。
李妃有一个养女，她被仁宗命为伯父昭成太子赵元僖的养女，封乐安郡主，嫁张承衍。

## 家族
- 曾祖：李應已，初贈光祿寺少卿、累贈太傅
- 曾祖母：沈氏，初贈吳興縣太君、追封英國蔡國太夫人
- 祖：李延嗣，金華主簿，初贈光祿寺少卿、累贈太師
- 祖母：汪氏，初贈新安縣太君、追封江國徐國太夫人
- 父：李仁德，終官左班殿直、初贈崇州防禦使、累贈泰寧軍節度使、中書令兼尚書令、太師、開府儀同三司、累追封越國公、秦國公、漢東郡王、京兆郡王
- 母：董氏，初贈高平郡太君、追封越國陳國太夫人
- 弟：李用和，終官彰信軍節度使、同中書門下平章事、侍中、檢校太傅、光祿大夫、上柱國、景靈宮使、贈太師、中書令、追封隴西郡王
  - 侄：李璋，終官振武軍節度使、謚號良惠
  - 侄：李珣，官至泰宁军节度观察留后、提舉醴泉觀
  - 侄：李琚
  - 侄：李琦
  - 侄：李瑊，终官宫苑使、赠金吾卫大将军
    - 侄孙：李俨，终官朝奉大夫
      - 侄曾孙：李□
        - 侄玄孙：法一

  - 侄：李瑋，终官建武军节度使
  - 侄：李球
  - 侄：李瑛，終官東頭供奉官、贈如京使、荣州刺史
  - 侄：李□
  - 姪女：李氏，秀榮縣君，適右監門衛大將軍趙仲炎

## 民間傳說
宋仁宗歸於劉太后名下之事，是民間傳說《貍貓換太子》的原型。故事講述李宸妃與劉德妃同時懷孕，劉德妃生下一女並夭折，劉德妃就在李宸妃產下皇子时，命後宮總管太監郭槐以貍貓與皇子調包，指稱李宸妃生下妖孽，但真宗皇帝不忍賜死李宸妃，將其打入冷宮；劉德妃一不做二不休，企圖火焚冷宮將其燒死，但李宸妃暗中被人救出宮去，幸免於難，流落民間。被調包的皇子原本欲投入御河裡溺死，後也被義人暗中送出宮入八賢王趙德芳府託孤，八賢王給他取名叫趙受益。皇帝無子嗣，無巧不成書選了受益入宮過繼，受益四歲時以八賢王嗣子身份入宮歸於劉德妃名下，立為太子，改名趙禎，劉德妃亦順勢冊封為皇后，殊不知太子趙禎即為當年自己主謀狸貓調包的皇子，相安無事當母子二十年。真宗皇帝去世，太子趙禎即位，是为仁宗，劉后為太后。流落民間的李宸妃得知自己的親生皇子當了皇帝，又有譽為「青天」的包拯（包青天）職掌開封府，遂以民婦身份向其申冤，當時大家只視其為瘋婦，置之不理，後包拯發覺事有蹊蹺，她又有御賜金丸可證明其確實為宸妃身份，最後終於由包拯洗刷了這二十年欺君害主的奇冤，皇帝接生母回宮，並重新封李宸妃為皇太后，原劉太后綾絹賜死，總管太監郭槐虎頭鍘下斬首示眾。李太后怒斥仁宗不孝，命包拯杖责之。包拯不敢以臣打君，但也不能違抗懿旨，遂讓仁宗脱下龍袍，權代真龍天子挨打。

## 影视形象
| 年份 | 电视剧/电影                | 饰演者   | 剧中名 |
| ---- | -------------------------- | -------- | ------ |
| 1927 | 《狸猫换太子》             | 吴静娟   |        |
| 1939 | 《狸猫换太子包公夜审郭槐》 | 梁雪霏   |        |
| 1940 | 《碧云宫》                 | 范雪朋   |        |
| 1955 | 《狸猫换太子》             | 邓碧云   |        |
| 1955 | 《火烧碧云宫》             | 谢家骅   |        |
| 1956 | 《狸猫换太子》             | 鹭芬     |        |
| 1958 | 《狸猫换太子》             | 吴君丽   |        |
| 1959 | 《包公会李后》             | 曾珊凤   |        |
| 1964 | 《火烧碧云宫》             | 方巧玉   |        |
| 1965 | 《宋宫秘史》               | 欧阳莎菲 |        |
| 1974 | 《宋宫秘史》               | 李伟     |        |
| 1984 | 《狸猫换太子》             | 青蓉     |        |
| 1989 | 《深宫奇冤》               | 李京莉   |        |
| 1993 | 《包青天》                 | 曾亚君   |        |
| 1995 | 《包青天》                 | 梁舜燕   |        |
| 2001 | 《少年包青天》             | 赵枫     | 李妃   |
| 2004 | 《大宋惊世传奇》           | 林苑     | 李馨月 |
| 2004 | 《新铡美案》               | 吴云芳   |        |
| 2005 | 《大宋奇案》               | 董璇     | 李玉   |
| 2008 | 《新包青天》               | 邬倩倩   |        |
| 2010 | 《七侠五义人间道》         | 邬倩倩   |        |
| 2011 | 《带刀女捕快》             | 李小燕   |        |
| 2013 | 《神探包青天》             | 刘蕾     | 李珏   |
| 2013 | 《财神有道》               | 秋蕴     |        |
| 2016 | 《开封府》                 | 王宣予   |        |
| 2017 | 《将军在上》               | 倪虹洁   |        |
| 2018 | 《小戏骨包青天》           | 刘紫璇   |        |
| 2020 | 《清平乐》                 | 车晓     | 李兰蕙 |
| 2020 | 《大宋宫词》               | 刘丛丹   | 李婉儿 |

## 神格化
目前在台灣彰化縣鹿港鎮海埔里的慶安宮，祭祀著全台唯一的大宋太后娘娘，根據廟方說法就是章懿皇后。

## 延伸阅读
[在维基数据编辑]
 《宋史·卷242》，出自脱脱《宋史》

## 备注
1. ↑  惠國公主与升國大長公主是宋真宗仅有记录的两个女儿。惠國公主年长于升國大長公主。升國大長公主为宋仁宗异母妹妹，又称“七公主”。两人之间、宋真宗其余女儿信息无从考证。